# Wilhelm Klatte
Wilhelm Klatte, född den 13 februari 1870 i Bremen, död den 12 september 1930 i Berlin, var en tysk musikförfattare. 
Klatte var kritiker och pedagog i Berlin, från 1925 teorilärare vid Staatliche Akademie für Kirchen- und Schulmusik. Hans skrifter är dels teoretiska (Grundlagen des mehrstimmigen Satzes, 1922), dels historiska (Richard Strauss, Franz Schubert, Geschichte der Programmusik med flera).